# Jin Yuelin
Jin Yuelin (Chinês: 金岳霖) (1895–1984) foi um filósofo e lógico chinês.

## Biografia
Nascido em Changsha, Hunan, Yuelin frequentou a Universidade Tsinghua de 1911 até 1914. Ele obteve PhD em Ciência política pela Universidade Columbia em 1920. Em 1926, Jin fundou o Departamento de Filosofia da Universidade Tsinghua. Yuelin foi um participante ativo no Movimento Quatro de Maio enquanto jovem, revolucionário intelectual. Ele ajudou a incorporar o Método científico à Filosofia.